# Мост Мецкала
Мост Мецкала (исп. Puente Mezcala Solidaridad) — вантовый мост, расположенный на шоссе 95D, в штате Герреро, в Мексике. Он перекинут через реку Бальсас (также известную как Мецкала) недалеко от тихоокеанского побережья страны. Мост длиной 891 метр (2923 фута), с шестью неравными по длине пролетами. Построен в 1993 году, эксплуатируется с 1994 года как платный.

### История
В период с 1989 по 1994 год в Мексике была проведена новая национальная дорожная программа. В рамках этой программы было предложено изменить федеральную трассу «Куэрнавака — Акапулько», также называемую «Маршрутом Солнца», чтобы сократить расстояние и, соответственно, время в пути. Был разработан новый маршрут протяженностью 263 км (163 мили), который сократил расстояние между Куэрнавакой и Акапулько на 49 км (30 миль), а также сократил время в пути между городом Мехико и портом Акапулько примерно до 3,5 часов.
Однако, для изменения маршрута шоссе потребовалось пересечь реку Бальсас (Мецкала) в месте, расположенном в 150 км (93 милях) от Куэрнаваки, где ширина реки от берега до берега варьировалась в пределах 800—1000 м (2600-3300 футов). Склоны берегов также оказались крутыми. Мост Мецкала был спроектирован так, чтобы пересекать реку высоко над водой.
С 1993 года по 1998 год Мецкала был самый высоким мостом в мире. Утратил это звание после открытия моста Акаси-Кайкё в Японии. Он также был самым высоким мостом в Мексике и вторым по высоте вантовым мостом, построенным в мире.
В 2010 году, в рамках празднования двухсотлетия Мексики, ряд дорог был объявлен частью программы «Ruta 2010», посвященной различным маршрутам, пройденным во время военных кампаний. Шоссе 95 было частью маршрута под названием «Los Sentimientos de la Nación la Ruta» (с исп. — «Чувства нации»), который соединял Мехико с Акапулько. Этот маршрут был посвящен военной кампании под руководством Хосе Марии Морелоса.

### Строительство моста
Общая концепция проекта моста включала в себя четыре смежных основных пролета, поддерживаемых тремя последовательными вантовыми опорами, прикрепленными к трём высоким башням, причем центральная башня представляла собой центральный главный пилон (пирс) высотой 173 м (568 футов). Общий проект был разработан никарагуанским инженером Модесто Армихо, главой мексиканской компании «COMEC SA», по заказу федерального секретариата коммуникаций и транспорта (Secretaría de Comunicaciones y Transportes). Детальное проектирование создали Модесто Армихо и Ален Шовен. В то время как COMEC занималась проектированием конструкций, технические проекты были проверены компанией EEG Europe Etudes Gecti, а кабельная продукция поставлена компанией Freyssinet International.
Расчет статического и динамического воздействия турбулентного ветра на мост в процессе эксплуатации и строительства был выполнен с использованием компьютерной программы «Scanner». При этом учитывались аэродинамические измерения, выполненные в Carmel West Wind Laboratory (J. Raggett) на модели настила моста, с использованием Pr Scanlan. Тщательные исследования состояния моста в сейсмических условиях были проведены с использованием той же компьютерной программы.
Глубина долины, над которой проходит мост, составляет примерно 160 м (520 футов). Мост состоит из шести пролетов, длина которых расположена в следующем порядке: 42 м (138 футов), 69 м (226 футов), 86 м (282 фута), 301 м (988 футов), 313 м (1027 футов) и 80 м (260 футов), общей длиной 891 м (2923 фута).
Мост относится к категории вантовых мостов и имеет двутавровые опоры с расположением в виде полукруглого веера. Опоры моста были изготовлены из железобетона. Как пролетное строение, так и трос изготовлены из стали. Из-за высоких сейсмических требований для этого района была выбрана бетонная опора на тросах

### Происшествие
17 марта 2007 года на мосту произошел пожар в одной из кабельных систем, когда в среднем пролете произошел несчастный случай. Пожар возник в результате столкновения грузовика, перевозившего кокосовые орехи, с двумя школьными автобусами. Мост был частично закрыт, пока не был заменен поврежденный кабель. Анализ причин пожара, проведенный Американским обществом инженеров-строителей (англ. American Society of Civil Engineers) и Китайской ассоциацией связи и транспорта, показал, что оболочка из полиэтилена высокой плотности (HDPE), имеющего углеводородный состав, была недостаточно огнестойкой, в следствие чего она загорелась и создала дополнительную пожарную нагрузку, что привело к обрыву одного из тросов. В ходе расследования рассматривался вопрос: «Пережил бы этот мост потерю двух или трех соседних тросов?» Анализ также показал, что в результате пожара, вызванного ударом молнии, могут пострадать несколько тросов.
Проектировщики мостов изучили пробелы в проектировании крупных длиннопролетных мостов различных типов в мире. При этом принимались во внимание происшествия, которые произошли на многих мостах, включая ограниченный разрыв троса моста Мецкала из-за единичной точечной нагрузки, произошедшей из-за пожара. Данное исследование проводилось с целью «повысить надежность и безопасность этих основных сооружений в условиях застройки». Рассматриваемый подход к вантовому мосту — это «более рациональный подход, начиная с определения факторов безопасности для ключевых элементов, таких как подвески и тросы, и заканчивая установлением требований к глубине и жесткости».